# Ciranda (agremiação)
Ciranda é um tipo de agremiação cultural típica da Região Norte do Brasil, responsável por promover desfiles com a execução de várias cantigas, algumas já tradicionais no Brasil e em Portugal, outras compostas especialmente para aquela ciranda. Geralmente os desfiles possuem caráter municipal e competitivo, a exemplo das escolas de samba e dos bois.
O festival de cirandas mais famoso é o de Manacapuru, no Amazonas, que ocorre geralmente em agosto e é promovido pelas cirandas Flor Matizada, Tradicional, e Guerreiros Mura, com o apoio da Prefeitura de Manacapuru e Governo do Estado do Amazonas.

## História
A ciranda apresentou-se pela primeira vez em 1980, quando um grupo de crianças do Colégio Nossa Senhora de Nazaré apresentou o desfile numa festa junina. Devido ao grande sucesso, com o tempo foram surgindo grupos mais elaborados, até a construção do “Cirandódromo”, local próprio para a apresentação das cirandas, a exemplo dos Sambódromos e do Bumbódromo. 
No entanto, somente em 1997 o evento tornou-se uma competição.
Existem grupos de cirandas fora de Manacapuru, que participam de eventos em suas próprias cidades.